# Blotiella mannii
Blotiella mannii là một loài thực vật có mạch trong họ Dennstaedtiaceae. Loài này được (Baker) Pic. Serm. miêu tả khoa học đầu tiên năm 1977.